# Saint-Genest (Allier)
Saint-Genest – miejscowość i gmina we Francji, w regionie Owernia-Rodan-Alpy, w departamencie Allier.

## Nazwa
Nazwa miejscowości pochodzi od imienia św. Genezjusza.

## Demografia
Według danych na rok 1990 gminę zamieszkiwały 322 osoby, a gęstość zaludnienia wynosiła 21 osób/km². W styczniu 2015 r. Saint-Genest zamieszkiwało 358 osób, przy gęstości zaludnienia wynoszącej 23,4 osób/km².